# Glacier Meares
Pour les articles homonymes, voir Meares.
Le glacier Meares, en anglais Meares Glacier, est un glacier d'Alaska aux États-Unis. C'est un glacier côtier qui débouche dans la baie Unakwik par un front glaciaire de 1,6 km de large, dans la forêt nationale de Chugach. C'est un des nombreux glaciers de la baie du Prince-William. Il est situé à 128 km d'Anchorage et fait 10 km de long. Il est souvent visité par les bateaux de croisière qui arrivent de Valdez.